# Essai diélectrique

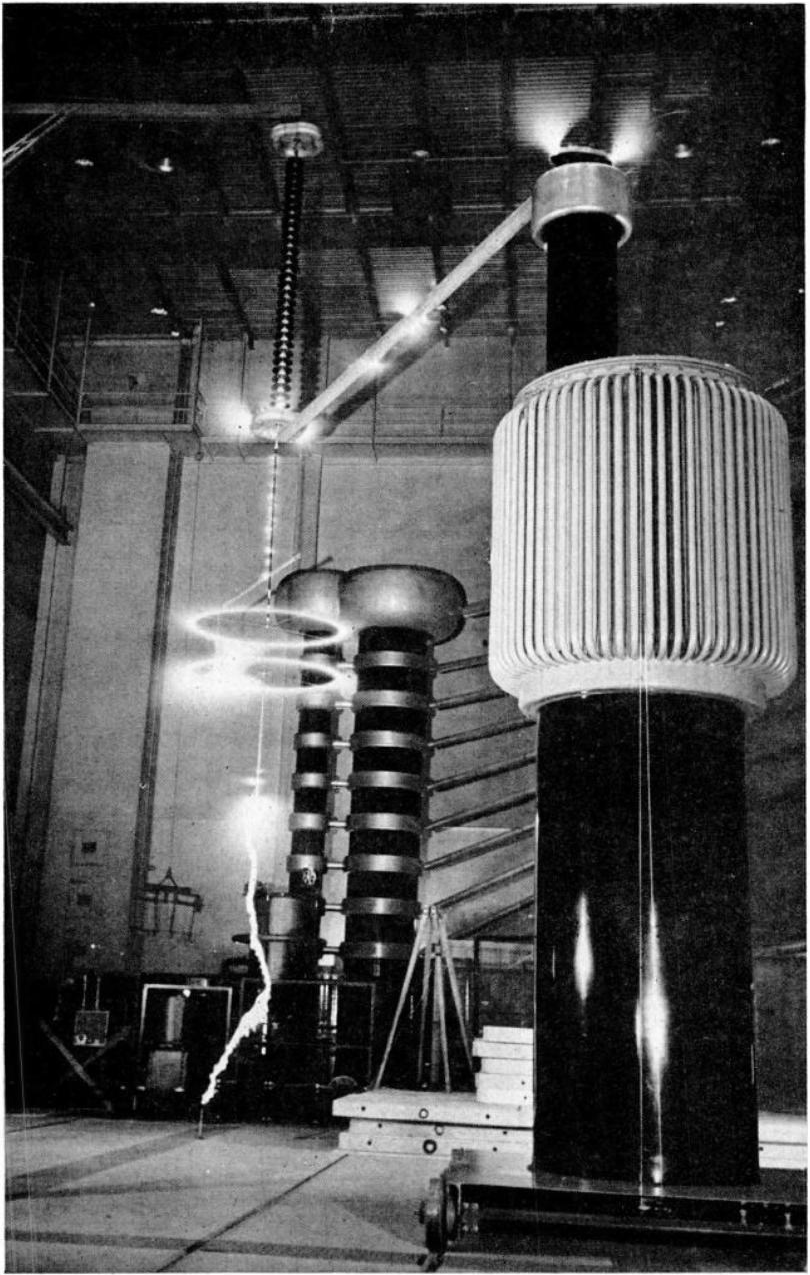
Décharge disruptive lors d'un essai électrique dans un laboratoire de haute tension

Les essais diélectriques sont des essais ayant pour but de vérifier le niveau d’isolement assigné d’un appareil électrique. Si le champ électrique dépasse la tenue diélectrique de l'appareil, un claquage (ou décharge disruptive) se produit et l'appareil peut voir ses propriétés physiques modifiées de façon réversible ou irréversible. Dans le cas d'appareils à haute tension, la tenue diélectrique doit se régénérer après tout claquage éventuel dû à une surtension excessive, de façon à assurer la continuité de service après l'élimination du défaut.
Différents essais diélectriques existent se différenciant principalement par la fréquence de la tension assignée à l'appareil électrique. Celui-ci doit démontrer sa capacité à résister à toutes les conditions pouvant apparaître lors de son fonctionnement : surtension permanente, transitoire, foudre..., sous la pluie ou dans le cas de pollution. Les niveaux de tensions auxquels doivent être testés les appareils sont liés les uns aux autres : on parle de coordination de l'isolement.
Pour réaliser ces essais, différents types de générateurs électriques haute tension sont utilisés selon la forme de la tension souhaitée. Par ailleurs, la mesure de la tension produite nécessite des appareils spécifiques.

## Isolation diélectrique

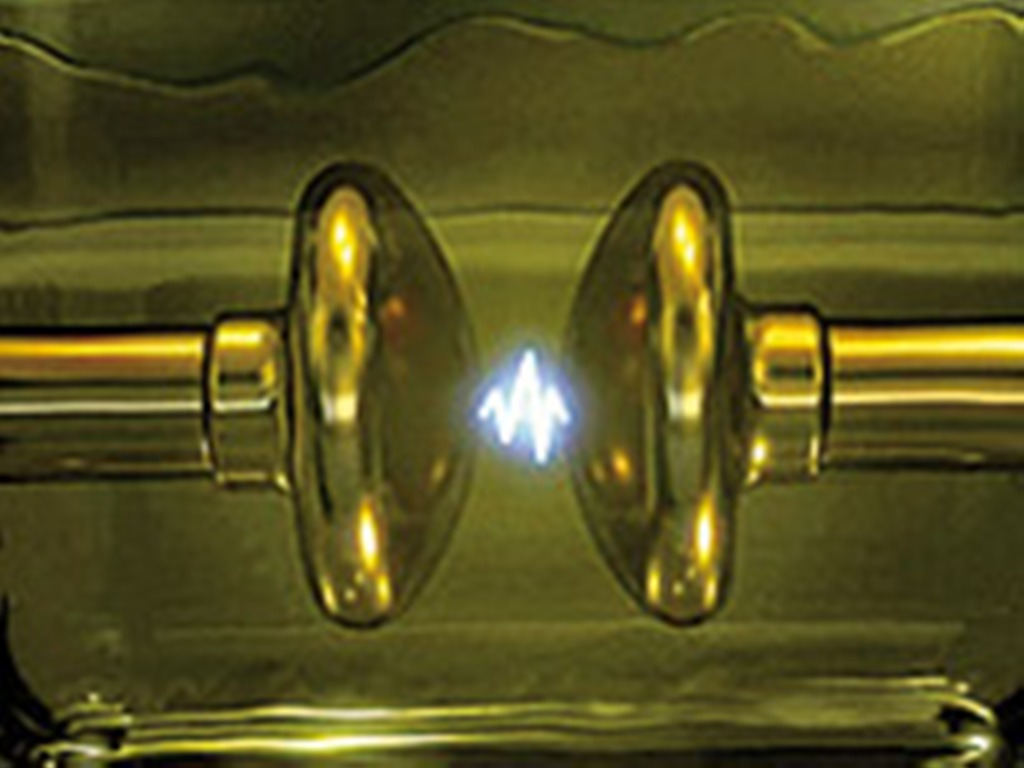
Mesure de la rigidité électrique d'une huile minérale

L'isolation diélectrique permet dans les appareils électriques de séparer des parties ayant des tensions différentes, à fortiori entre les parties à haute tension et la terre ou entre différentes phases dans le cas des équipements triphasés. Leur rigidité diélectrique caractérise leur capacité à résister à un fort champ électrique sans décharge disruptive. Elle doit également avoir un faible facteur de perte, notée tan(δ), afin d'éviter que le courant ne passe entre les différentes parties.
En matière d'essais on divise les types d'isolation diélectriques en deux catégories : celles autorégénératrice et celles non autorégénératrice. Les premières retrouvent intégralement leurs propriétés isolantes après une décharge disruptive au cours d'un essai, les autres non. Elles sont définitivement endommagées autrement dit. La plupart des gaz et des liquides isolants sont dans la première catégorie : air, SF6, huile minérale ; les solides sont généralement dans la seconde.
La formation d'une décharge électrique n'est pas un phénomène déterministe. De nombreux paramètres entrent en effet en jeu, seule une approche stochastique est possible. Cela explique la multiplication des décharges lors des essais ou la poursuite de ceux-ci sur une longue durée pour garantir la tension de tenue requise : la tension où ne se produit pas de décharge.

## Principe
Les composants électriques doivent être non seulement capables de résister aux conditions normales d'utilisation mais également aux conditions exceptionnelles. Ils doivent notamment pouvoir subir des surtensions de diverses sortes sans dommage afin d'assurer la continuité de service. Pour s'en assurer des essais sont réalisés lors de la fabrication et avant sa mise en service. La liste des essais à exécuter et leur procédure sont définis par les standards nationaux et internationaux. Ils garantissent la conformité des équipements avec les spécifications, avec les normes, ainsi que la qualité de l'isolation et enfin valident les calculs réalisés lors de la phase de conception.

## Type ou série
Les essais sont dits individuels de série s'ils doivent être réalisés sur chaque unité. Ils sont par contre dits de type si seul une unité de chaque type doit être testée. Les normes donnent des directives pour savoir si l'essai doit être de routine ou de type. Les essais spéciaux ne sont pas prévus par les normes mais sont effectués soit sur chaque unité, soit sur chaque type d'unité.

## Formes de tensions

### Généralité
La rigidité diélectrique d'un isolant n'est pas la même en fonction de la fréquence de la durée de la tension qui est appliquée à ses bornes. Pour tester de manière adéquate un appareil électrique, il faut déterminer les tensions et surtensions qui contraignent l'isolation en amplitude, en forme et en durée au moyen d'une analyse de réseau.
On différencie les surtensions temporaires, donc longues, et celle transitoire, courtes et généralement amorties. Un certain nombre de formes de tension normalisée sont définies par les normes. Dans le tableau suivant l'abréviation f désigne la fréquence.
| Classe                       | Basse fréquence                                                                        | Basse fréquence | Transitoire | Transitoire | Transitoire |
| ---------------------------- | -------------------------------------------------------------------------------------- | --- | --- | --- | --- |
|                              | Permanente                                                                             | Temporaire | Front lent | Front rapide | Front très rapide |
| Description                  | Tension sinusoïdale constante, f= 50 ou 60 Hz, durée de l'application supérieure à 1 h | Tension sinusoïdale dont l'amplitude augmente temporairement, 10 Hz<f<500 Hz. Durée de la surtension entre 20 ms et 1 h. | Signal montant lentement puis descendant lentement. Temps de montée jusqu'à la valeur maximale comprise entre 20 μs et 5 ms. Temps jusqu'à la moitié de la valeur maximale inférieure à 20 ms. | Signal montant rapidement puis descendant lentement. Temps de montée jusqu'à la valeur maximale comprise entre 0,1 μs et 20 μs. Temps jusqu'à la moitié de la valeur maximale inférieure à 300 μs. | Signal variant très rapidement suivi d'un signal sinusoïdal haute fréquence. La fréquence du premier signal est comprise entre 0,3 et 100 MHz. Celle du signal sinusoïdal entre 30 et 300 kHz. |
| Nom de l'essai normalisé     | pas de nom                                                                             | Essai à la tension de courte durée à la fréquence industrielle, ou plus simplement essai de tension appliquée,           | Essai de choc de manœuvre | Essai de choc de foudre en onde pleine | pas de nom |
| Formes de tension normalisée | idem description                                                                       | Tension sinusoïdale dont l'amplitude augmente temporairement, 48 Hz<f<62 Hz. Durée de la surtension : 60 s.              | Voir choc de manœuvre | Voir choc de foudre en onde pleine | Pas d'essai normalisé |

À ces signaux spécifiés pour les réseaux électriques en courant alternatif, il convient d'ajouter les formes de tensions pour le test des équipements à courant continu, ainsi que deux types d'essais courants pour les câbles et les transformateurs.
| Classe                   | Continue                                                                | Continue | Basse fréquence                                   | Basse fréquence                                | Transitoire                            |
| ------------------------ | ----------------------------------------------------------------------- | --- | ------------------------------------------------- | ---------------------------------------------- | -------------------------------------- |
|                          | Permanente                                                              | Transitoire | Très basse fréquence (VLF)                        | À fréquence doublée                            | Front très rapide coupé                |
| Description              | Tension continue constante supérieure à la tension continue de service. | Passage brutal d'une tension continue d'une certaine polarité, par exemple positive, à une tension continue de polarité opposée | Tension sinusoïdale de fréquence d'environ 0,1 Hz | Tension sinusoïdale de fréquence 100 ou 120 Hz | Voir choc de foudre en onde coupée     |
| Nom de l'essai normalisé | Essai de tenue à la tension de source séparée à courant continu         | Essai d'inversion de polarité                                                                                                   | very low frequency (VLF)                          | Pas de nom normalisé                           | Essai en choc de foudre en onde coupée |

### Essai de tension alternative

#### Cas général: en tension appliquée
Ces essais ont pour but de vérifier la tenue de l'appareil dans le cas où une surtension à fréquence industrielle (50 ou 60 Hz) se produit sur le réseau, par exemple à la suite d'une perte de charge. Ils sont exigés pour toutes les tensions assignées. Selon la norme CEI, une tenue pendant une minute est exigée. En fonction de la tension nominale, le niveau de tension d'essai varie entre environ 1,5 et 3XUm, la tension maximale entre phases. Au plus la tension nominale est élevée au plus le facteur multiplicatif est faible. Sauf mention contraire cet essai dure 60 s. Pour les enroulements des transformateurs de conversion HVDC, cette durée est notablement augmentée à une heure.
Cet essai peut être accompagné de mesures de décharges partielles. Leur absence atteste de la qualité de l'isolation.
Pour les appareils électriques extérieurs, l'essai doit être fait à sec et sous pluie. Aucune décharge électrique (ou décharge disruptive) n’est admise pendant l’essai à sec. L’essai sous pluie peut être répété si une décharge se produit, mais aucune autre décharge n’est permise.

#### Cas des câbles et des transformateurs

Différence entre l'essai de tension induite et appliquée pour les transformateurs

Dans le cas de l'essai de tension induite, l'isolation entre les tours est testés, pas dans le cas l'essai de tension appliquée

À cause de leur caractère fortement capacitif, les câbles électriques doivent être testés à basse fréquence (very low frequency, VLF) typiquement 0,1 Hz. Il s'avère en effet que les essais en tension continue ne reproduisent pas fidèlement les phénomènes de surtension pour les câbles, mais un essai à fréquence industrielle impliquerait un équipement de test conséquent afin de fournir la puissance réactive nécessaire à l'alimentation du câble. Avec une fréquence de 0,1 Hz, cette dernière est 500 fois plus faible, l'équipement nettement plus compact. La durée de l'essai est typiquement d'une heure.
À l'inverse les transformateurs sont testés à une fréquence plus élevée que la fréquence industrielle, typiquement deux fois cette dernière, afin d'éviter d'entrer en saturation. Le flux magnétique dans le circuit magnétique d'un transformateur est en effet proportionnel à {\displaystyle {\frac {U}{f}}}. En cas de surtension à fréquence constante, le flux augmente, le circuit sature. Une augmentation de la fréquence évite le phénomène.
En outre, les transformateurs subissent deux types d'essais distincts en tension alternative : en tension induite et en tension appliquée. Dans le premier cas, le transformateur est connecté comme en fonctionnement normal, c'est-à-dire qu'un courant traverse les enroulement, mais la tension à laquelle il est soumis est supérieure à celle nominale. Il permet de tester l'isolation entre les tours et entre les disques en même temps que l'isolation principale. Le transformateur étant connecté normalement, l'alimentation d'un enroulement induit une tension proportionnelle dans les autres enroulements. Dans le second cas, la même tension est appliquée aux deux bornes d'un enroulement simultanément, il n'y a donc pas de chute de tension à l'intérieur de celui-ci, le courant est nul, il n'y a pas d'induction dans les autres enroulements. Il sert à tester l'isolation principale, c'est-à-dire entre les enroulements et la cuve. Chaque enroulement doit être testé tour à tour.

### Essais de chocs

#### Choc de manœuvre

Forme normalisée d'un choc de manœuvre.

Lors de l'ouverture d'un disjoncteur alimentant une charge inductive, une surtension transitoire apparaît, on parle de tension transitoire de rétablissement. Le choc de manœuvre est un essai destiné à prouver la tenue de l'isolation à une telle contrainte.
Le choc de manœuvre normalisé a un temps de montée, noté TP, de 250 μs (tolérance ±20 %). Il correspond à la durée entre l'origine réelle et la tension de crête. Le temps de mi-valeur, T2, vaut quant à lui 2 500 μs (tolérance ±60 %) et correspond à la durée entre l'origine réelle et le moment où la tension repasse en dessous de 50 % de la valeur crête de l'onde. La durée pendant laquelle la tension est supérieure à 90 % de la valeur crête est notée Td.
Pour les transformateurs il faut noter que l'application d'un choc de foudre sur un enroulement induit une tension proportionnelle dans les autres enroulements comme dans le cas des essais en tension induite. Dans certains cas, comme pour les transformateurs de conversion HVDC, des chocs de manœuvre appliqués sont réalisés, c'est-à-dire que le choc est appliqué aux deux bornes de l'enroulement simultanément, il n'y a alors pas de phénomène d'induction. Cela permet de tester un enroulement avec une tension supérieure à celles des autres multipliées par le rapport de transformation.
Ces essais sont exigés uniquement pour les tensions assignées supérieures à 245 kV dans les normes CEI.
La durée de montée d'une onde de choc de manœuvre est beaucoup plus lente que celle d'une onde de choc de foudre, de l'ordre de 250 microsecondes. À tension crête égale, la tenue en tension d'une isolation est généralement plus faible avec ce type d'onde de choc.

#### Choc de foudre en onde pleine

Forme normalisée d'un choc de foudre à onde pleine.

L'essai de choc de foudre permet de démontrer qu'un appareil électrique résiste à la chute de la foudre dans sa proximité. Par ailleurs, des phénomènes de réflexions apparaissent dans les lignes dans ce cas, l'appareil doit également pouvoir y faire face.
L'onde de choc de foudre normalisée est caractérisée par un front très rapide, le temps de montée, T1 est égal à 1,2 μs (tolérance ±30 %). Le temps de mi-valeur, T2, vaut quant à lui 50 μs (tolérance ±20 %). Afin de permettre une mesure précise du temps de montée, on fait passer une droite entre le point correspondant à 30 % de la valeur crête de la tension (A sur la figure) et celui correspondant à 90 % (B sur la figure). L'intervalle de temps entre le point A et B est noté T. L'intersection de cette droite avec l'axe des abscisses est l'origine virtuelle, notée O1, qui généralement diffère de l'origine. Les temps T1 et T2 sont mesurés à partir de cette dernière. L'intersection de cette droite avec la valeur de crête permet de déterminer T1. Autrement dit {\displaystyle T_{1}={\frac {T}{0.6}}}. T1 n'est donc pas le temps de crête. T2 correspond à la durée entre l'origine virtuelle et le moment où la tension repasse en dessous de 50 % de la valeur crête de l'onde.

#### Choc de foudre en onde coupée

Forme normalisée d'un choc de foudre hachée

Lors de chute de foudre, il peut arriver qu'un arc électrique se forme entre un élément sous haute tension et la terre. La tension monte alors rapidement sous l'effet de la foudre, puis chute brutalement quand l'arc électrique apparaît. En outre, les parafoudres qui protègent les postes électriques produisent le même phénomène. Le choc de foudre en onde coupée sert à reproduire ce phénomène sur l'installation.
Lors de sa phase de montée le choc de foudre en onde coupée est identique au choc de foudre en onde pleine. Lorsque la valeur d'essai est atteinte, un dérivateur est activé et la tension chute. Une droite est tracée entre le point correspondant à 70 % de la valeur crête de la tension lors de la descente (C sur la figure) et celle correspondant à 10 % (D sur la figure). La durée entre l'origine virtuelle et l'intersection de cette dernière droite avec la droite correspondant à la valeur de crête est appelée temps de coupure. Il est compris entre 2 et 5 μs.

#### Procédures
Idéalement, une isolation aurait une valeur de tension de tenue bien définie en dessous de laquelle aucune décharge disruptive ne se produirait et au-delà de laquelle ces décharges seraient systématiques. À cause du caractère stochastique des phénomènes de décharges électriques, la probabilité d'avoir un arc augmente avec la tension appliquée dessinant une fonction de répartition empirique.
La procédure d'essai dépend du caractère autorégénérateur ou non de l'isolation.
Dans le cas où l'isolation testée est autorégénératrice, il faut prendre en compte le fait que le rétablissement de l'isolement après une décharge disruptive est une fonction du temps, il faut donc laisser un intervalle de temps suffisant entre les applications de la tension d'essai pour que l'isolation puisse retrouver sa tenue diélectrique complète.

##### Procédure A
Si l'isolation n'est pas autorégénératrice, tout arc provoque un endommagement de l'équipement. Il faut alors tester selon la procédure A. Le nombre de répétitions est limité : trois pour la polarité spécifié, et une tension au niveau de tenue normalisée. L'essai est réussi si aucune décharge ne se produit. On admet que la tension de tenue est celle testée avec succès,.

##### Procédure B
À l'inverse, si l'isolation est autorégénératrice, une décharge n'entraîne pas de dommage. On peut donc multiplier les décharges afin de déterminer avec précision la tension de tenue. Pour la procédure CEI B, une série de 15 chocs est appliquée pour chaque configuration d’essai et pour chaque polarité de tension. Les essais de tension aux chocs de foudre sont satisfaisants si le nombre de décharges disruptives ne dépasse pas deux pendant chaque série de 15 chocs,.

##### Procédure C
La procédure C, inspirée des normes américaines, consistent à appliquer 3 chocs consécutifs. Si aucune décharge ne se produit l'essai est réussi. Si une unique décharge a lieu, neuf chocs supplémentaires sont appliqués. Aucune autre décharge ne doit alors se produire. Si lors des trois premiers chocs plus d'une décharge a lieu l'essai a échoué,.

##### Procédure D
La procédure D consiste à appliquer un grand nombre de chocs à l'isolation afin de pouvoir tracer sa fonction de répartition empirique. L'essai est considéré comme concluant si la tension correspondant à une probabilité de 10 % d'avoir une décharge est supérieure à la tension de tenue spécifiée.

### Tension continue appliquée
Lors des essais en tension continue, cette dernière est appliquée à l'élément à tester pendant 60 s sauf mention contraire. Aucune décharge ne doit se produire durant l'essai.
Dans le cas des transformateurs de conversion HVDC, l'essai dure deux heures, le niveau de tension est de 1,5 fois celui reçu en fonctionnement normal. Le niveau de décharges partielles doit rester sous certaines limites pour que l'essai soit validé.

### Inversion de polarité

Forme normalisée de l'inversion de polarité

L'essai d'inversion de polarité sert à reproduire le changement de polarité de la tension qu'effectuent les lignes HVDC utilisant la technologie de commutation par les lignes (LCC) à chaque inversion du flux de puissance. L'essai d'inversion de polarité normalisé consiste à appliquer une tension continue négative pendant une durée d'une heure trente, puis à inverser la polarité, donc au même niveau de tension mais en positif, d'attendre une nouvelle fois une heure trente puis à inverser une fois encore la polarité, toujours même niveau de tension, et de la maintenir pendant 45 minutes. Le niveau de tension comprend un facteur 1,25 par rapport aux contraintes réellement appliquées en fonctionnement normal. Le niveau de décharges partielles doit rester sous certaines limites pour que l'essai soit validé.

## Condition de tests

### Facteurs correctifs
Les résultats des essais dépendent des conditions dans lesquelles ils sont réalisés. Dans le cas des tests visant à valider les distances d'isolement dans l'air, il est important de connaître ses propriétés au moment de l'essai. En effet, son humidité et sa densité influent sur les valeurs de tenue en tension mesurées.
La tension de décharge disruptive d'un chemin donné dans l'air augmente avec la densité de l'air et diminue avec l'humidité. Pour contourner ce problème, des facteurs de corrections sont appliqués aux valeurs mesurées afin de revenir aux conditions normalisées,.
L'atmosphère normalisée de référence est définie à une température de 20 °C, une pression de 1 013 hPa et une humidité absolue de 11 g/m3. Un facteur de correction Kt est défini de telle sorte que :
{\displaystyle U={\frac {U_{0}}{K_{t}}}}
Ce facteur est lui-même défini comme : {\displaystyle K_{t}=k_{1}\cdot k_{2}}. Où k1 est le facteur de correction de la densité de l'air et k2 celui de l'humidité.

### Essais à sec et sous la pluie

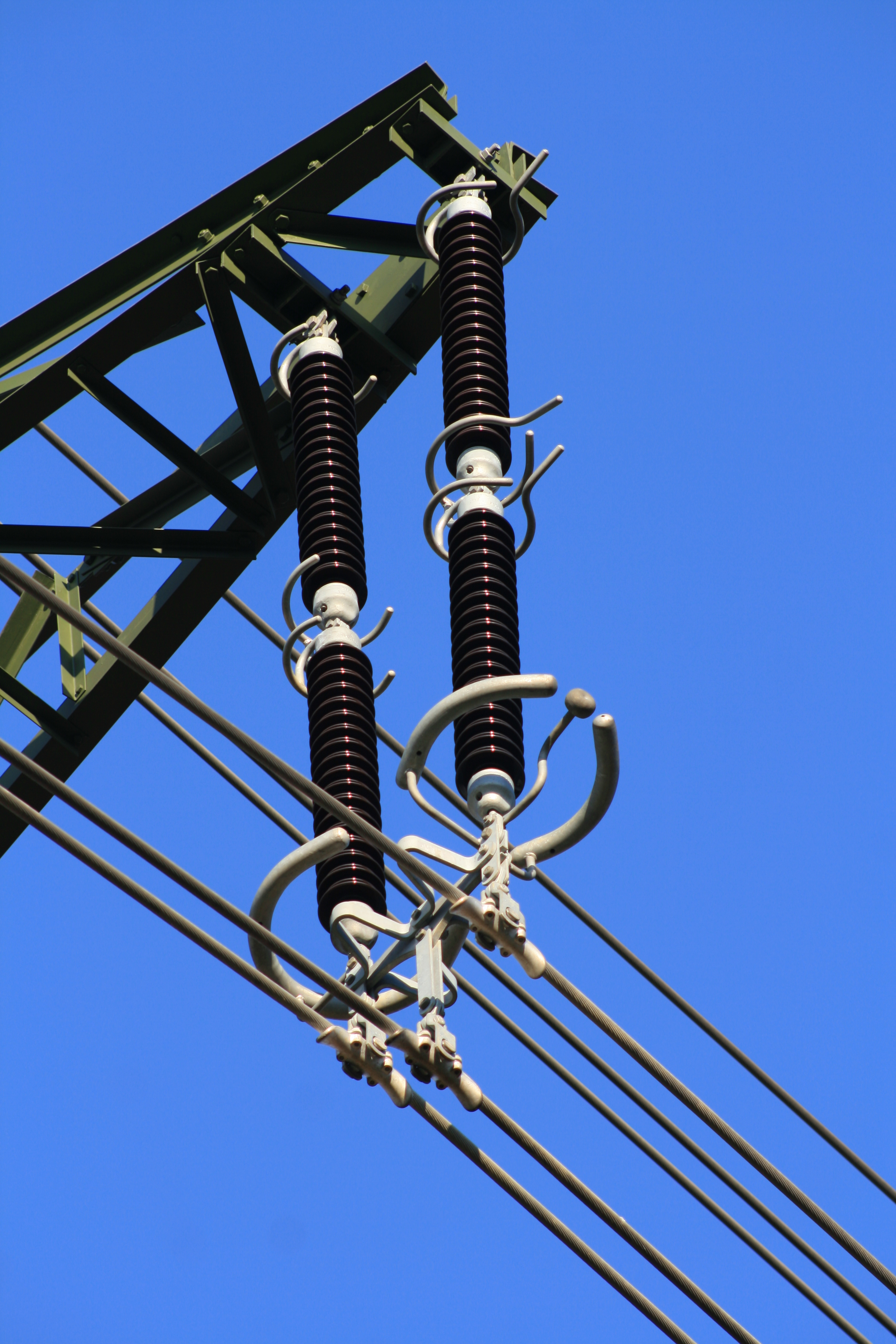
Les isolateurs ont leurs capacités diélectriques qui dépendent fortement des conditions d'essai

Les isolations externes doivent être soumises à des essais sous la pluie en plus des essais à sec pour toutes les formes de tension. En effet, la résistance surfacique des isolateurs peut changer fortement diminuer sous l'influence de l'humidité, il convient de vérifier l'absence de conduction. Pour réaliser cet essai l'isolation externe est aspergée d'eau, celle-ci devant avoir une température et une résistivité précise,,.

### Essais sous pollution artificielle
Afin de simuler la pollution, par exemple du sel marin ou de la poussière industrielle, s'accumulant sur les isolateurs le long de leur utilisation, des essais en pollution artificielle peuvent être réalisés. Deux méthodes existent : celle du brouillard salin et celle de la couche solide. Dans le premier cas, l'isolateur est placé dans une chambre d'essai  dans laquelle une solution aqueuse à la salinité donnée est pulvérisée en fines gouttelettes sur l'isolateur avant de lui appliquer la tension d'essai. Dans le cas de la couche solide, du Kieselguhr ou du Kaolin, non soluble, est mis dans de l'eau, la conductivité du mélange est vérifiée, puis pulvérisée sur l'isolateur jusqu'à obtenir une couche uniforme sur sa surface. La mise sous tension peut avoir lieu avant ou après la pulvérisation selon le choix de la procédure.
Ces méthodes ont été développées pour les isolateurs en verre ou en céramique. Elles se montrent par contre peu adaptées pour les isolateurs en polymère, leur grande hydrophobie tend à rendre les résultats des essais non reproductibles (la couche de pollution n'est pas uniforme), la dispersion des mesures est très élevée. Des recherches ont lieu en 2013 pour trouver une procédure d'essai présentant à la fois un coût faible, une bonne reproductibilité et une bonne représentativité.

## Coordination de l'isolement

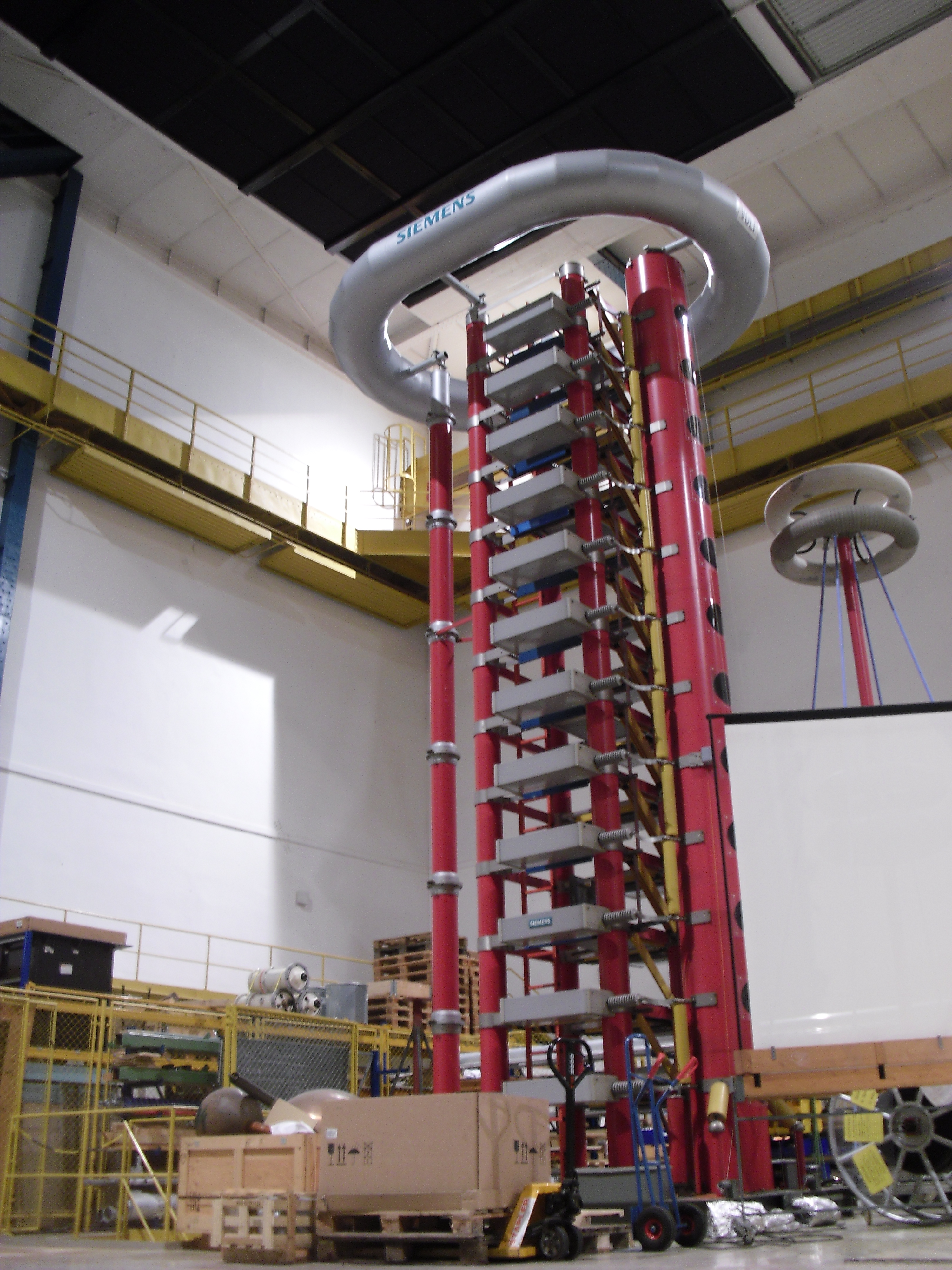
Un générateur de Marx permet de générer des décharges impulsionnelles

D'après la définition CEI, la coordination de l'isolement est : « sélection de la rigidité diélectrique des matériels, en fonction des tensions de service et des surtensions qui peuvent apparaître dans le réseau auquel ces matériels sont destinés et compte tenu de l'environnement en service et des caractéristiques des dispositifs de prévention et de protection disponibles ». Concrètement cela veut dire que le gestionnaire de réseau doit déterminer le type de contraintes pouvant apparaître et choisir un niveau d'isolement en fonction. La présence de parafoudres est prise en compte. Par ailleurs, les niveaux d'isolement pour les différentes formes de tension ne sont pas indépendants. Une isolation pouvant maintenir une grande tension alternative à ses bornes pourra également résister à un choc de manœuvre de haute tension et inversement. Dans les normes des tableaux sont spécifiés, où les équivalences pour les niveaux de tension entre différentes formes de tension sont données. Par exemple, pour une tension nominale entre phases de 400 kV, une tension maximale entre phases en régime permanent de 420 kV est choisie, celle-ci correspond à une tension pour les chocs de manœuvre comprise entre 850 et 950 kV et  pour les chocs de foudre entre 1050 et 1 425 kV. Le type d'isolation considéré permet de choisir le niveau adéquat,.
La coordination de l'isolation repose sur la détermination de la valeur de la « tension la plus élevée pour le matériel », notée Um. Il s'agit de la valeur la plus élevée entre phases pour laquelle le matériel est spécifié. Dans les faits cette valeur est normalisée et ne peut prendre que certaines valeurs : 3,6, 7,2, 12, 17,5, 24, 36, 52, 72,5, 100, 123, 145, 170, 245, 300, 362, 420, 550, 800 et 1100 dans les normes CEI. Si la valeur maximale de la tension alternative entre phases du réseau est différente de ces valeurs : « (Um) est alors choisie comme étant la plus proche valeur normalisée de Um égale ou supérieure à la tension la plus élevée du réseau dans lequel le matériel sera installé ». Par ailleurs, comme évoquée ci-dessus, chaque Um est associée à un certain niveau de tension pour les chocs de manœuvre et de foudre. Il faut donc déterminer la surtension la plus contraignante et en déduire la ligne dans le tableau à sélectionner,.

## Générateurs de haute tension
En fonction du test à réaliser différents appareils électriques existent pour produire la tension souhaitée. Pour les essais de tension à fréquence industrielle un transformateur de puissance peut suffire si la tension reste peu élevée, dans le cas contraire un transformateur adapté : transformateur d'essai peut être employé. Pour les chocs, un générateur de Marx est normalement utilisé. Pour les essais en tension continue, un générateur Cockcroft-Walton est employé. Ces derniers sont cependant peu adaptés pour le test d'appareil électrique ayant une forte capacité. La tension produite oscille alors fortement. Des montages similaires à celui conçu par Stanley G. Peschel en 1970 sont alors préférables,.

## Appareils de mesure de la tension
La mesure de très haute tension nécessite du matériel adapté. Plusieurs solutions existent. La plus simple est l'utilisation d'éclateur. Dès que la tension atteint un certain niveau, réglé à la tension crête de la forme de tension, un arc s'amorce indiquant au testeur ainsi la valeur de la tension. Les éclateurs permettent de mesurer toutes les formes de tensions utilisées pour les essais diélectriques. Ils ont l'avantage de la simplicité et de la précision, il faut ainsi compter une erreur relative de ±5 % pour la tension continue et de ±3 % pour la tension alternative et les chocs. Par contre, pour assurer l'amorçage immédiat de l'éclateur, il faut ioniser l'air entre ses électrodes, qui elles-mêmes doivent être nettoyées entre chaque utilisation. Son principal défaut reste toutefois, qu'il ne permet pas une mesure continue de la tension mais seulement de sa valeur maximale. À cause de l'existence de moyens de mesure plus fiables, le CIGRÉ et l'IEC recommandent de ne l'utiliser qu'à des fins de calibration.
La seconde solution consiste à employer des diviseurs de tension reliés à un appareil de mesure basse tension comme un oscillographe. Le type de diviseur dépend de la forme de la tension à mesurer. Les diviseurs résistifs sont utilisés uniquement pour la tension continue. En effet, au-delà d'environ 10 Hz la capacité parasite entre le diviseur de tension et la terre rend la mesure dépendante de la fréquence. Les diviseurs capacitifs, s'ils sont inutilisables pour la mesure de la tension continue, servent principalement à mesurer les tensions alternatives et les chocs d'une tension inférieure à 100 kV. Au-delà les phénomènes de réflexions d'onde déforment la mesure. Des résistances sont ajoutées pour les affaiblir. Afin de garder une mesure indépendante de la fréquence, il est nécessaire que le produit de R1 par C1 soit égal à celui de R2 par C2. Ce montage est particulièrement adapté à la mesure des chocs. Dans le cas des diviseurs capacitifs et capacitifs résistifs une attention particulière est à accorder à la liaison entre l'étage basse tension et le système de mesure afin d'éviter les phénomènes de réflexion et que la mesure reste indépendante de la fréquence,.

Pont diviseur de tension résistif
Pont diviseur de tension capacitif
Pont diviseur de tension résistif capacitif

Des appareils mesurant le champ électrique de manière mécanique existent également. L'utilisation des effets Kerr et Faraday peut également permettre de réaliser cette mesure de manière optique.
Les transformateurs de tension, quant à eux, sont surtout utilisés en moyenne tension.

## Histoire
Selon Nils Hylten Cavallius, le premier essai de choc a été réalisé aux alentours de 1915 par F. W Peek Jr.. La première mesure de la forme de la tension au moyen d'un oscilloscope a eu lieu en 1927 par Dennis Gabor.
À partir des années 1930, la Grande-Bretagne, l'Allemagne, les États-Unis et l'IEC definissent séparément différentes formes d'onde pour le choc de foudre. Ce n'est que dans les années 1960 que tous se mettent d'accord pour un temps de montée de 1,2 μs et un temps de mi-valeur de 50 μs.

## Normes
- CEI 60060-1 : Technique des essais à haute-tension - Partie 1 : Définitions et exigences générales
- CEI 60071-1 : Coordination de l'isolement - Partie 1 : Définitions, principes et règles
- CEI 60071-2 : Coordination de l'isolement - Partie 2 : Guide d'application
- CEI 60507 : Essais sous pollution artificielle des isolateurs pour haute tension destinés aux réseaux à courant alternatif